# Seeschlacht in der Køgebucht (1710)
1. Phase: Schwedische Dominanz (1700–1709)
Dänischer Kriegsschauplatz (1700)
Humlebæk • Tönning I 
Livländ./ Estnischer Kriegsschauplatz (1700–1708)
Riga I • Jungfernhof • Varja • Pühhajoggi • Narva • Petschora • Düna • Rauge • Erastfer • Hummelshof • Embach • Tartu • Narva II • Wesenberg I • Wesenberg II
Ingermanländ./ Finnischer Kriegsschauplatz (ab 1701)
Archangelsk • Ladogasee • Nöteborg • Nyenschanz • Newa • Systerbäck • Petersburg • Wyborg I • Porvoo • Newa II • Koporje II • Kolkanpää
Litauisch-weißrussischer Kriegsschauplatz (1702–1706)
Vilnius • Saladen • Jakobstadt • Gemauerthof • Mitau • Grodno I • Olkieniki • Njaswisch • Klezk • Ljachawitschy
Polnischer Kriegsschauplatz (1702–1706)
Klissow • Pułtusk • Thorn • Lemberg • Warschau • Posen • Punitz • Tillendorf • Rakowitz • Praga • Fraustadt • Kalisch 
Russischer Kriegsschauplatz (1708–1709)
Grodno II • Golowtschin • Moljatitschi • Rajowka • Lesnaja • Desna • Baturyn • Koniecpol • Weprik • Opischnja • Krasnokutsk • Sokolki • Poltawa I • Poltawa II
2. Phase: Schweden in der Defensive (1710–1721)
Baltischer und Finnischer Kriegsschauplatz (bis 1714)
Riga II • Wyborg II • Pernau • Kexholm • Reval • Hogland • Pälkäne • Storkyro • Nyslott • Hanko 
Schwed./Norwegischer Kriegsschauplatz (1710–1721)
Helsingborg • Køge-Bucht • Bottnischer Meerbusen • Frederikshald I • Dynekilen-Fjord • Göteborg I • Strömstad • Trondheim • Frederikshald II • Marstrand • Ösel • Göteborg II • Södra Stäket • Grönham • Sundsvall
Norddeutscher Kriegsschauplatz (1711–1716)
Elbing • Wismar I • Lübow • Stralsund I • Greifswalder Bodden I • Stade • Rügen • Gadebusch • Altona • Tönning II • Stettin • Fehmarn • Wismar II • Stralsund II • Jasmund • Peenemünde • Greifswalder Bodden II • Stresow 
Das Seegefecht vor der Køge-Bucht fand im Großen Nordischen Krieg am 4. Oktober 1710 vor der Køge-Bucht zwischen der dänisch-norwegischen Flotte unter Generaladmiral Ulrik Christian Gyldenløve und der schwedischen Flotte unter Admiral Hans Wachtmeister statt.

## Vorgeschichte
Im Sommer 1710 segelte die dänische Flotte unter Kommando von Generaladmiral Gyldenløve nach Danzig, um 6000 russische Soldaten aufzunehmen. Dieses Armeekorps sollte im Kampf gegen Schweden an dänischer Seite kämpfen. Das dänische Oberkommando plante mit Hilfe der russischen Truppen eine erneute Invasion in Südschweden.
Während der Überfahrt nach Dänemark geriet der Konvoi in ein starkes Unwetter, durch das vier Linienschiffe vollkommen zerstört wurden. Admiral Gyldenløve zog sich mit seiner angeschlagenen Flotte in die Køge-Bucht zurück. Zusätzlich brachen Krankheiten unter den Besatzungen der Schiffe aus, welche die Situation verschlimmerten und dazu führten, dass die Schiffe nur unter Sollstärke bemannt waren. Gyldenløve musste vier Schiffe in die Nordsee abgeben und fünf weitere Schiffe außer Dienst stellen (sie wurden nach Kopenhagen geschleppt). Dadurch schrumpfte seine Flotte auf 26 Linienschiffe mit 1700 Kanonen, fünf Fregatten und 13 kleinere Kriegsschiffe. Außerdem gehörten noch 40 Handelsschiffe, die als Truppentransporter für das russische Kontingent umfunktioniert wurden, zum Konvoi von Gyldenløve. Die Gesamtstärke der Besatzungen zählte ungefähr 10.000 Mann. Das Flaggschiff der Flotte war das Linienschiff Elephant, das mit 90 Kanonen bestückt war.
Trotz gegenlautendem Auftrag in See zu stechen und in Schweden anzulanden, blieb die Flotte Gyldenløves in der Bucht. Am 21. September 1710 stach die schwedische Flotte mit 21 Linienschiffen (insgesamt 1500 Kanonen), mehreren Fregatten und kleineren Schiffen unter Kommando von Admiral Wachtmeister von Karlskrona aus in See. Sein Flaggschiff war die Göta Lejon (Löwe von Göta), ein Linienschiff mit 96 Kanonen. Die schwedische Flotte steuerte den Øresund an, um die dänische Invasionsflotte in eine Seeschlacht zu verwickeln.

## Die Seeschlacht
Als die schwedische Flotte am 24. September 1710 die Køge-Bucht erreichte, war die zuvor alarmierte dänische Flotte bereits auf Gefechtsstellung gegangen. Die schwedischen Offiziere wusste nichts von der geringen Einsatzbereitschaft der dänischen Schiffe, so dass sie eine offene Seeschlacht vermieden und mit den Schiffen nur die Avantgarde der Dänen beschossen.
Im Zuge des Feuergefechtes fing das dänische Linienschiff Dannebroge Feuer. Da die Kanonen vom Dauerfeuer stark überhitzten, fingen die umliegenden Planken Feuer. Aufgrund der Explosionsgefahr des Schiffes und die daraus resultierende Gefahr, andere Schiffe der Flotte in Brand zu legen, steuerte das Schiff nicht durch die Flotte hindurch an den Strand. Der Anker der Dannebroge wurde nicht gelichtet und die umliegenden Schiffe wurden angewiesen, sich vom brennenden Schiff zu entfernen. Kapitän Huitfeldt starb mit fast allen seiner 800 Matrosen. Nur drei Mann konnten nach der Explosion lebend aus dem Wasser gezogen werden. Die Leichen der anderen Besatzungsmitglieder wurden von den übrigen Schiffen aufgenommen und in der Bucht begraben.
Ein aufkommender Sturm stoppte eine Fortführung des Kampfes zwischen den Flotten. Zwei schwedische Schiffe, die Drei Kronen unter dem Kommando von Admiral Ruuth und die Prinzessin Ulrika Eleonora unter dem Kommando von Konteradmiral von Löwen, wurden während des Sturmes beschädigt, liefen auf Grund und wurden von ihren Besatzungen aufgegeben und verbrannt. Beides waren Linienschiffe mit 90 Kanonen.

## Bewertung
Das Gefecht war zwar nicht von entscheidender Bedeutung, aber der russisch-dänische Plan einer Invasion in Südschweden wurde vereitelt.
Nachdem sich der Sturm am 27. September 1710 wieder gelegt hatte, zog sich die schwedische Flotte nach Ystad zurück. Eine Verfolgung der Dänen im flachen Gewässer war für Admiral Wachtmeister zu gefährlich. Die dänische Flotte zog sich nach Kopenhagen zur Überwinterung zurück.

## Denkmal

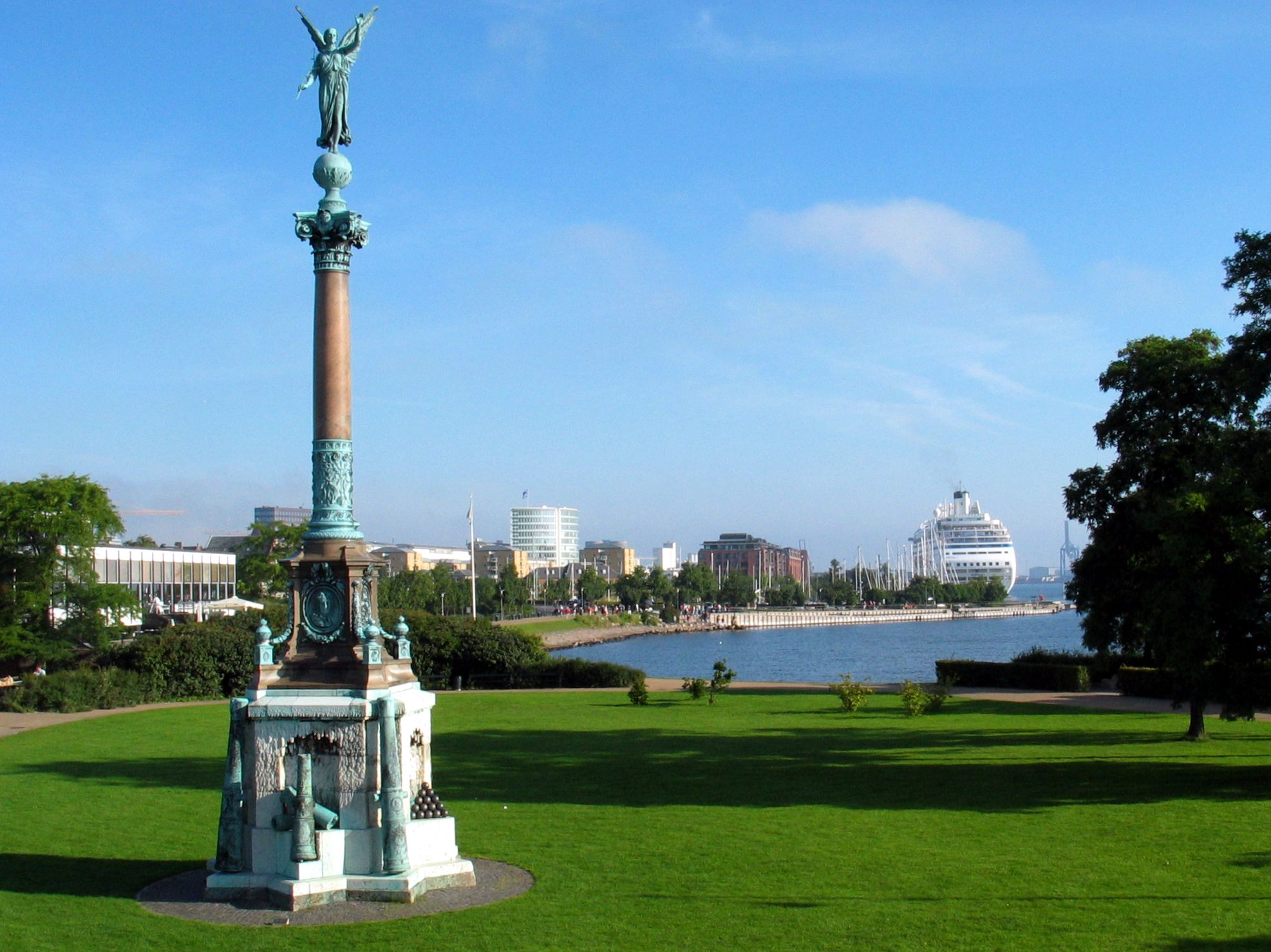
Denkmalsäule für den Kommandanten Ivar Huitfeldt (Mindesøjle for søhelten Ivar Huitfeldt)

An den Kapitän der Dannebroge Ivar Huitfeldt (1665–1710) und seine rund 800 Besatzungsmitglieder, die bei dem Gefecht ihr Leben ließen, erinnert heute eine Denkmalsäule an der Kopenhagener Langelinie. Die Säule ist mit Kanonenteilen geschmückt, die wie der Anker 1872–1875 aus dem noch in der Køge Bugt befindlichen Wrack geborgen wurden.